# 偕行社

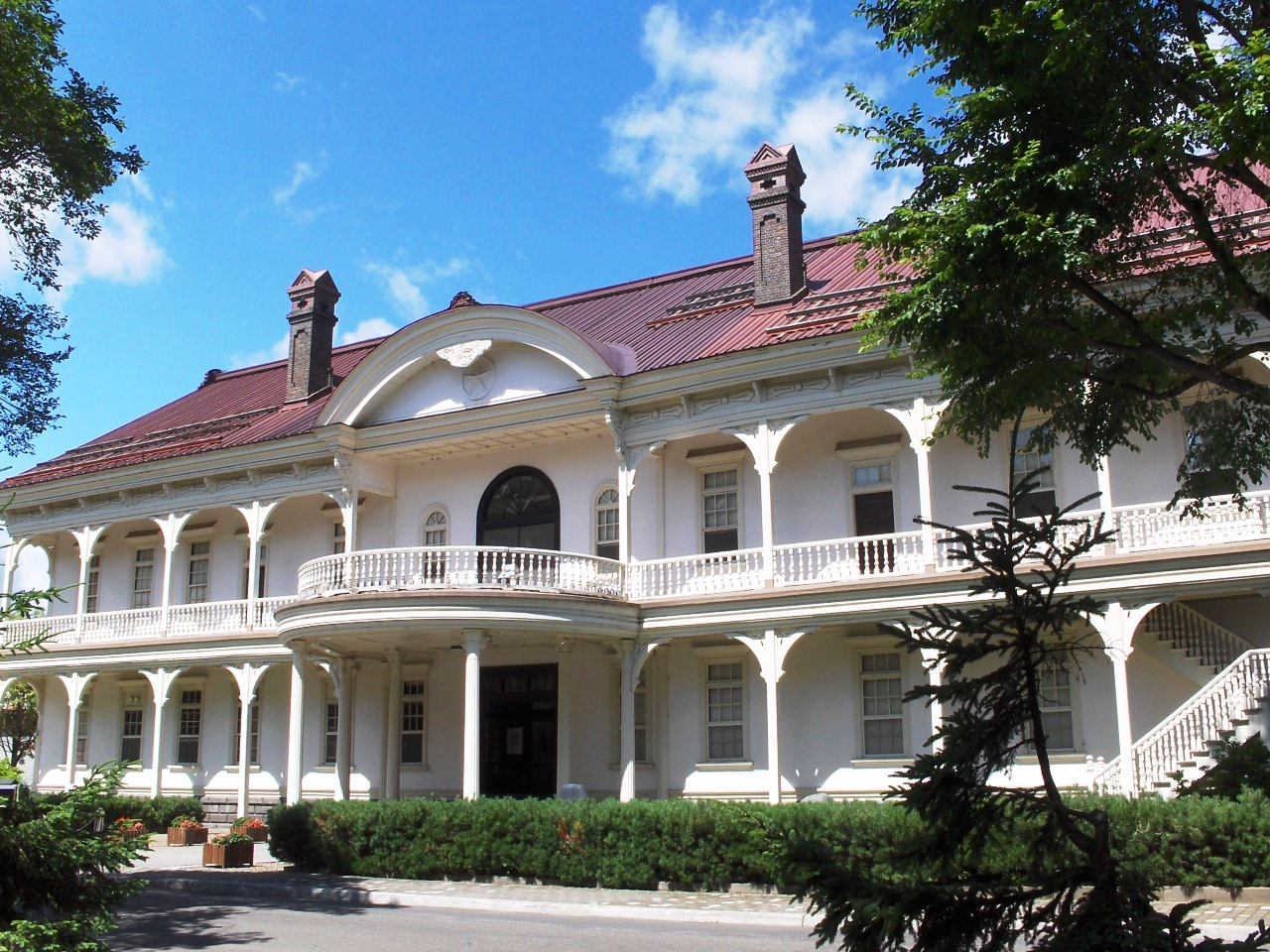
舊旭川偕行社

偕行社（かいこうしゃ）是日本的公益財團法人。大日本帝國陸軍元將校・士官候補生・將校學員・軍屬高等官及陸上自衛隊・航空自衛隊元幹部的親睦組織。

## 概要
前身是戰前1877年（明治10年）在東京設立的陸軍將校集會所，之後在各地的師團司令部所在地設立，作為帝國陸軍將校准士官的親睦・互助・學術研究組織的「偕行社」（舊偕行社），戰後是舊陸軍將校・士官候補生（主要是本科的陸軍士官學校學員和陸軍航空士官学校學員）・將校學員（主要是陸軍予科士官學校學員、陸軍幼年學校學員）・軍屬高等官（將校待遇的陸軍軍屬文官）及陸上自衛隊・航空自衛隊元幹部自衛官的親睦・互助・學術研究組織，仍名為「偕行社」。

## 會館

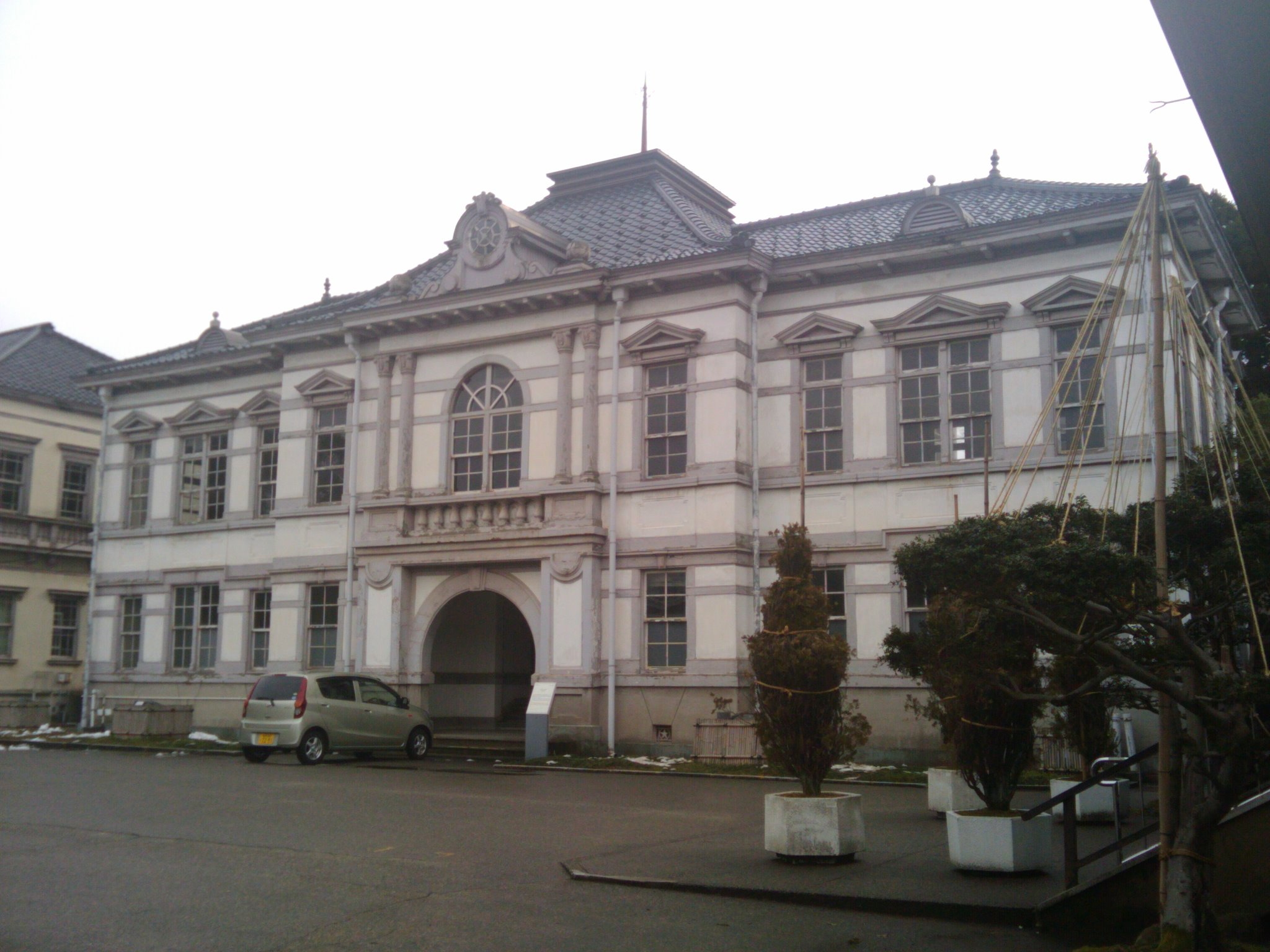
舊金澤偕行社

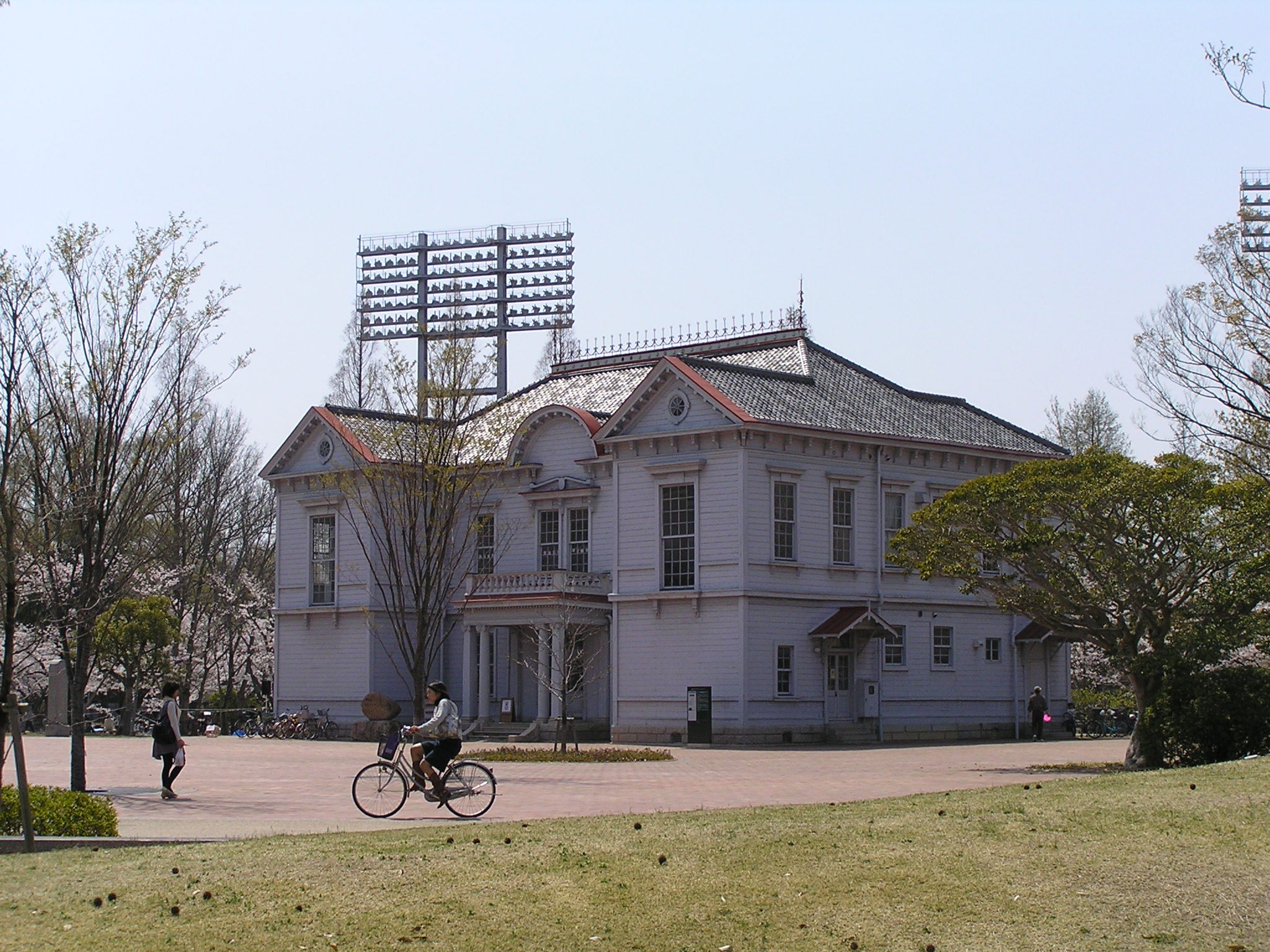
舊岡山偕行社

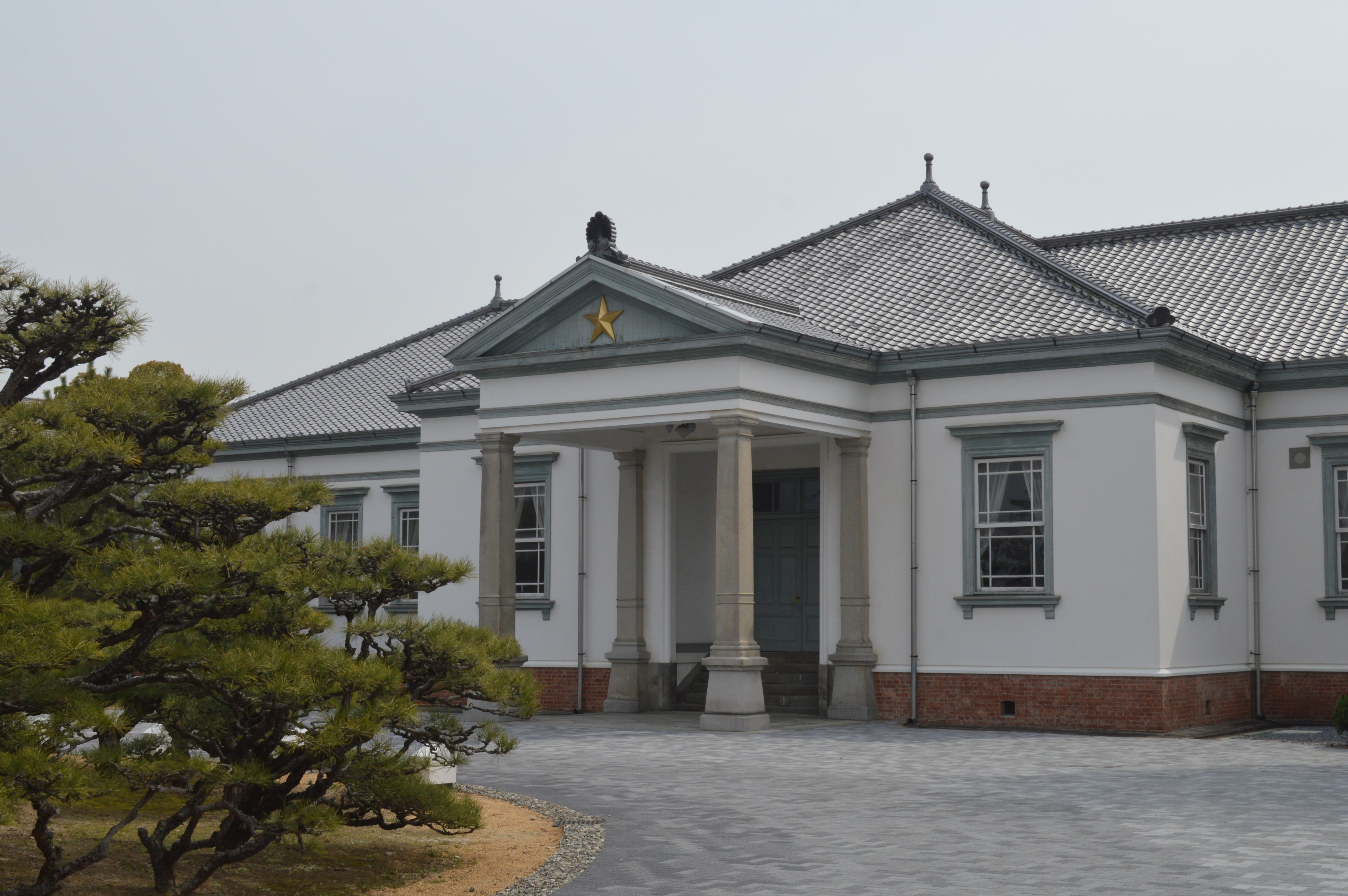
舊善通寺偕行社

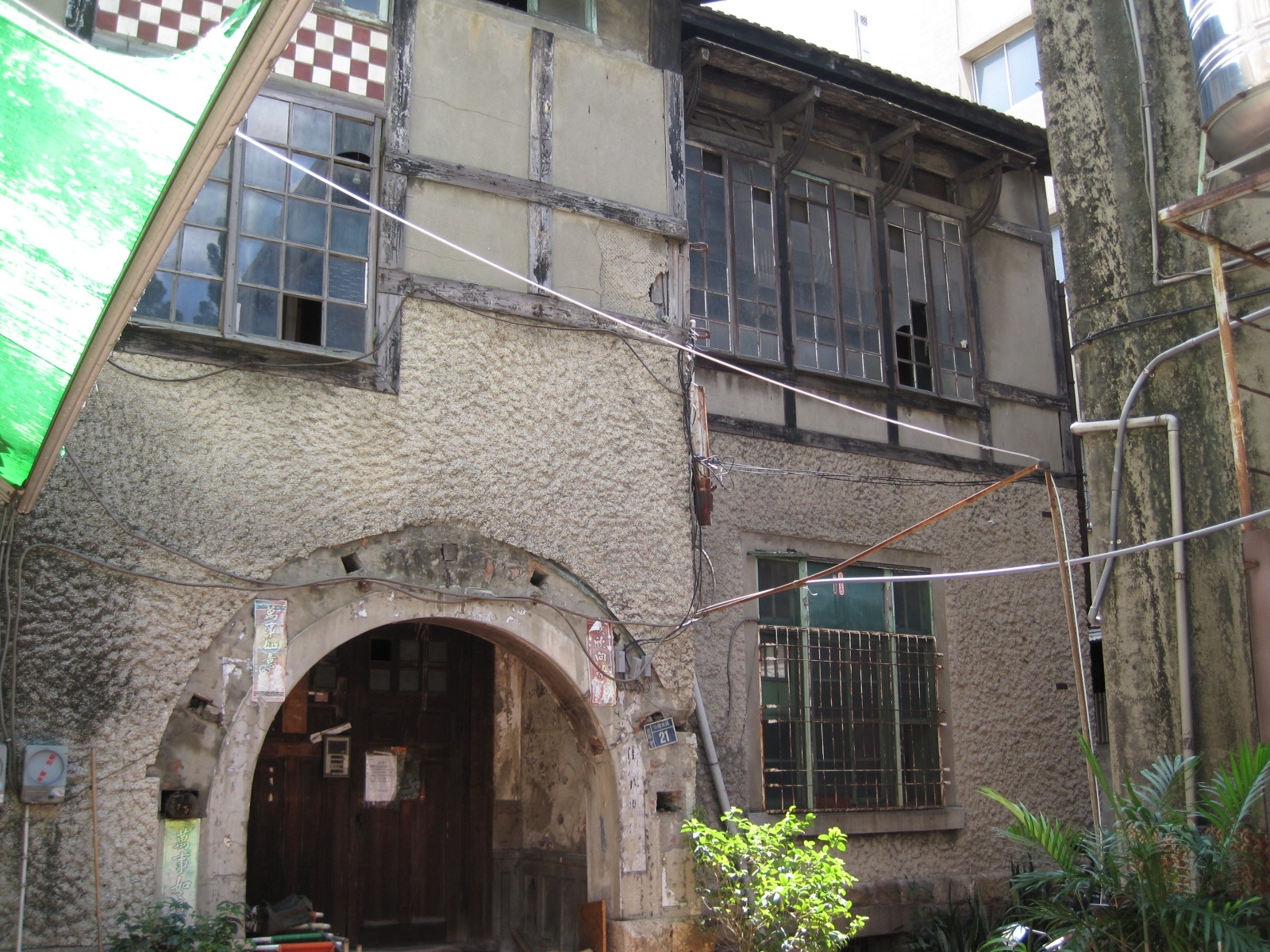
舊台南偕行社

現存免於戰災或戰後拆除的日本全國及外地的偕行社會館有旭川市的舊旭川偕行社（第7師團）、弘前市的舊弘前偕行社（第8師團）、金澤市的舊金澤偕行社（第9師團）、善通寺市的舊善通寺偕行社（第11師團）、豐橋市的舊豐橋偕行社（第15師團）、岡山市的舊岡山偕行社（第17師團）、台灣・台北市的舊台北偕行社、台南市的舊台南偕行社（台灣軍）等。

## 脚注
1. ↑  . 公益財団法人偕行社.   [2018-05-26]. （原始内容存档于2023-05-29）.

## 關連項目
- 水交社
- 九段會館（軍人會館）

## 外部連結
- 公益財団法人偕行社 （页面存档备份，存于）